# Hoàng tử thứ ba
Hoàng tử thứ ba (tiếng Séc: Třetí princ) là một bộ phim thần tiên - cổ tích của đạo diễn Antonín Moskalyk, ra mắt lần đầu năm 1983.

## Nội dung
Dựa theo truyện Anh em song sinh của nhà văn Karel Jaromír Erben, truyện phim kể về mối tình của anh em Hoàng tử Jaromír và Jaroslav với nàng Công chúa Milena.